# 馬斯林山
67°42′S 49°7′E / 67.700°S 49.117°E
馬斯林山是南極洲的山峰，位於恩德比地，屬於拉加特山脈的一部分，海拔高度1,200米，該山峰根據澳大利亞的探險隊被繪入地圖。